# Horisme chlorodesma
Horisme chlorodesma är en fjärilsart som beskrevs av Edward Meyrick 1886. Horisme chlorodesma ingår i släktet Horisme och familjen mätare. Inga underarter finns listade i Catalogue of Life.